# Катюшкино
Катюшкино — деревня в Ширинском районе Хакасии.
Находится в 59 км на юг от райцентра - села Шира и в 20 км от ж.-д. ст. Сон. Основано около 1800 (точная дата неизвестна). Число хозяйств − 29, население — 81 чел. (01.10.2011).
Действует ферма № 3 ООО «Сонское» — зерновые, животноводство, разведение крупного рогатого скота, свиноводство.

## Население
| 2002 | 2010 |
| ---- | ---- |
| 113  | ↘96  |